# 天主教卡塔馬卡教區
天主教卡塔馬卡教區（拉丁語：Dioecesis Catamarcensis）是阿根廷一個羅馬天主教教區，屬薩爾塔總教區。
教區成立於1910年1月21日，位於卡塔馬卡省南部。2004年有教友323,490人（佔轄區總人口98.0%）、廿七個堂區、五十一名司鐸。現任教區主教為類思·烏爾班茨。